# Palettierer

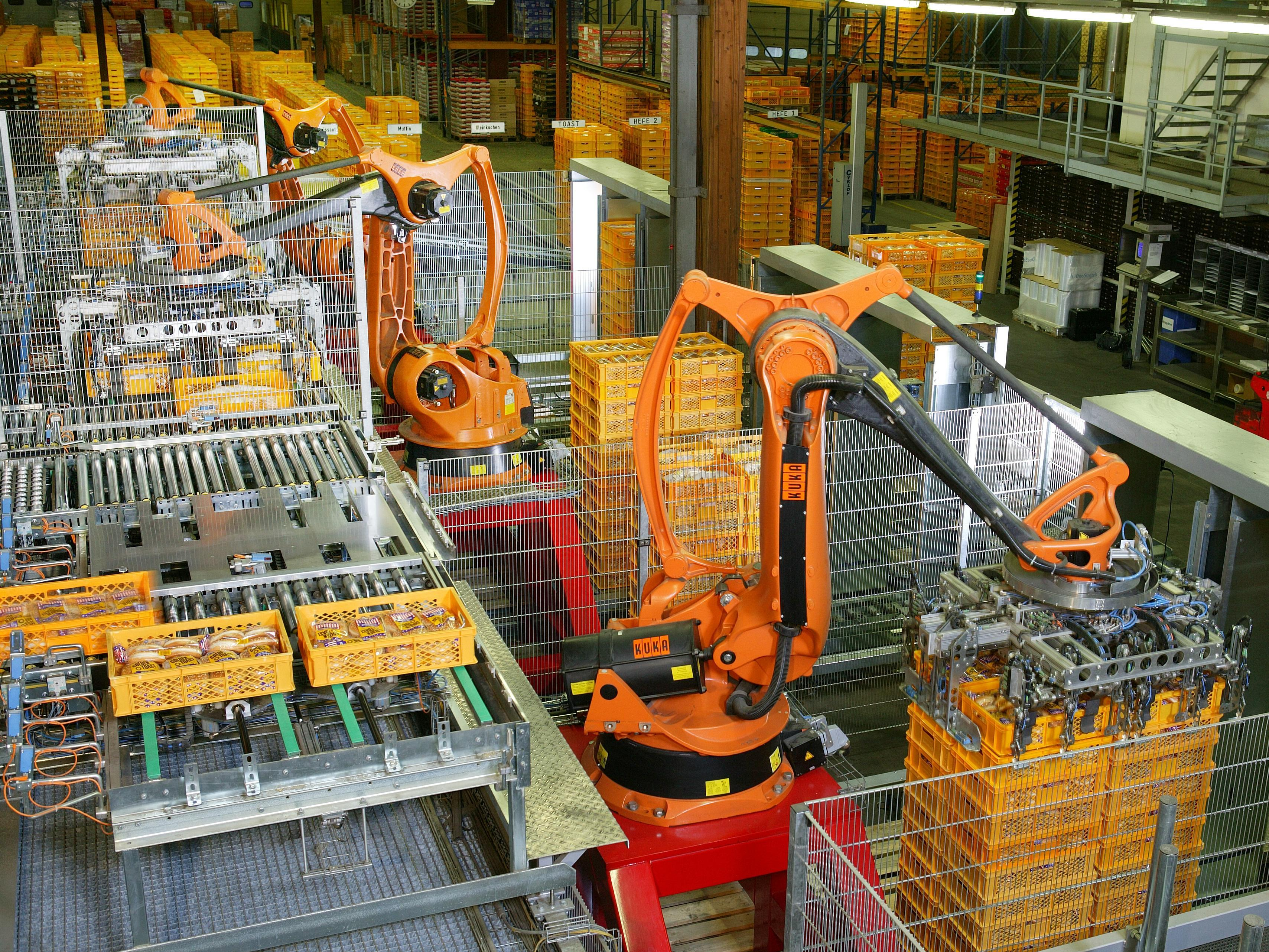
4-Achsen-KUKA-Palettierroboter in einer Großbäckerei beim lagenweisen Palettieren von Trays

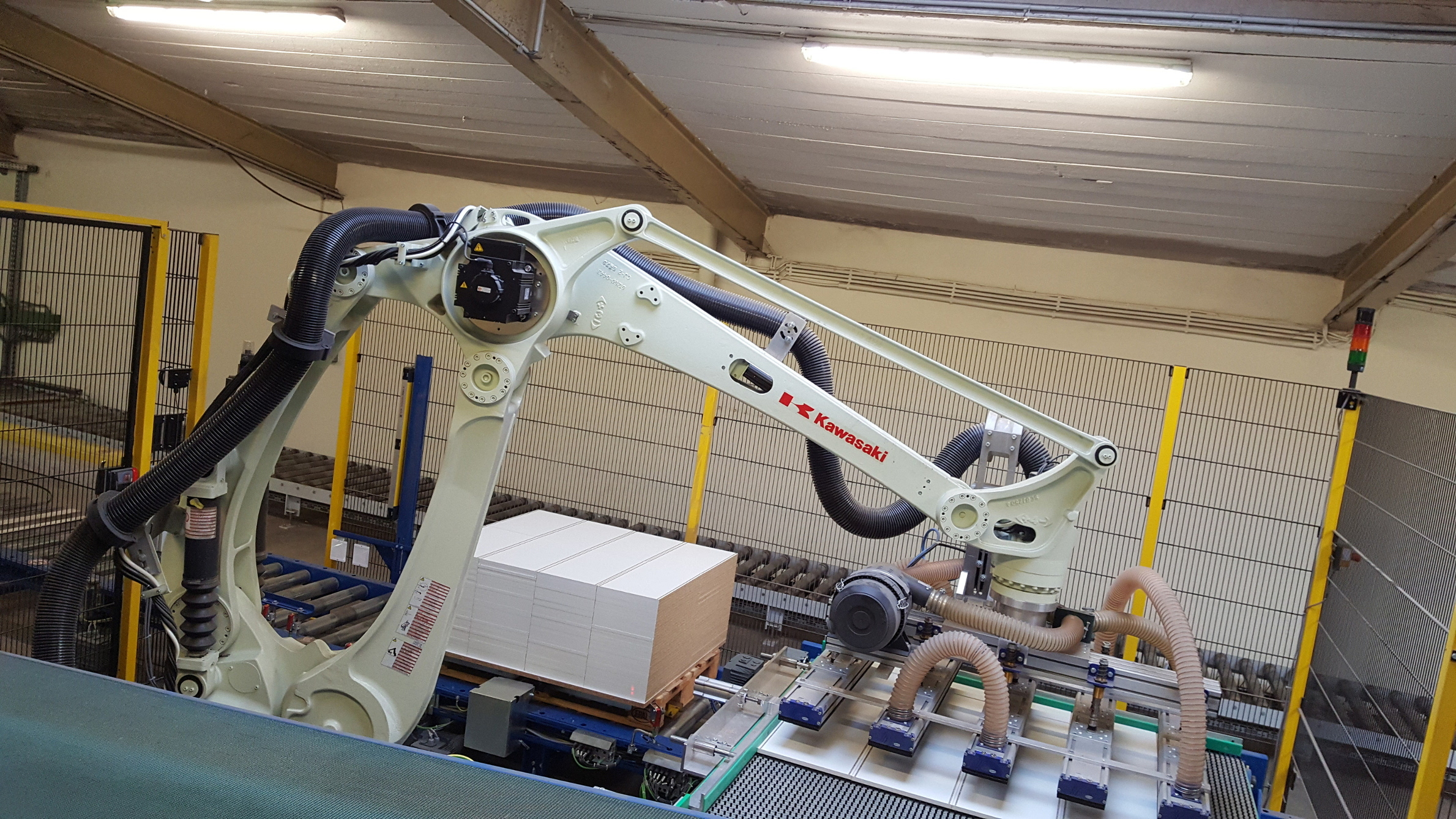
Palettieranlage für Möbelteile der de Man Automation + Service GmbH, eingesetzt wurde ein Palettierroboter des Herstellers Kawasaki

Ein Palettierer oder Palettierroboter ist ein System der Prozessautomatisierung, um automatisch Packstücke auf Ladungsträgern zusammenzufassen. Für diese Aufgabe können die bekannten 4- oder 6-achsigen Industrierobotersysteme eingesetzt werden.
Es gibt grundsätzlich vier verschiedene Arten von Palettierern: als Knickarmroboter, als Lagenpalettierer, als Linearroboter oder als Portalpalettierer.

## Knickarmroboter
Knickarmroboter sind häufig in der Automobilindustrie genutzte, in der Regel 6-achsige Maschinen mit kugeligem Greifraum. Ihr Einsatzbereich ist weitläufig und sie sind flexibel, für jeden Einsatzbereich sind spezielle Anpassungen nötig.

## Lagenpalettierer
Bei einem Lagenpalettierer werden komplette Lagen einer Palettenladung auf eine Palette gestellt. Lagenpalettierer gelten als die leistungsstärksten Palettierer. Unterschieden werden Lagenpalettierer im Allgemeinen durch zwei verschiedene Funktionsweisen.
1. Lagenpalettierer mit Palettenhub: Produkteinlauf erfolgt auf einem höheren Niveau (z. B. +3200 mm). Die Leerpalette wird unter die vorgruppierte Lage angehoben. Durch Öffnen eines Schiebebodens wird die Lage auf die Palette abgesetzt.
2. Lagenpalettierer mit Lagenhub: Produkteinlauf häufig unten (z. B. +1000 mm). Die vorgruppierte Lage wird über die Palette angehoben und durch öffnen eines Schiebebodens wird die Lage abgesetzt.

Als leistungsstärkere Variante gilt die Version des Palettierers mit Palettenhub.

## Linearroboter

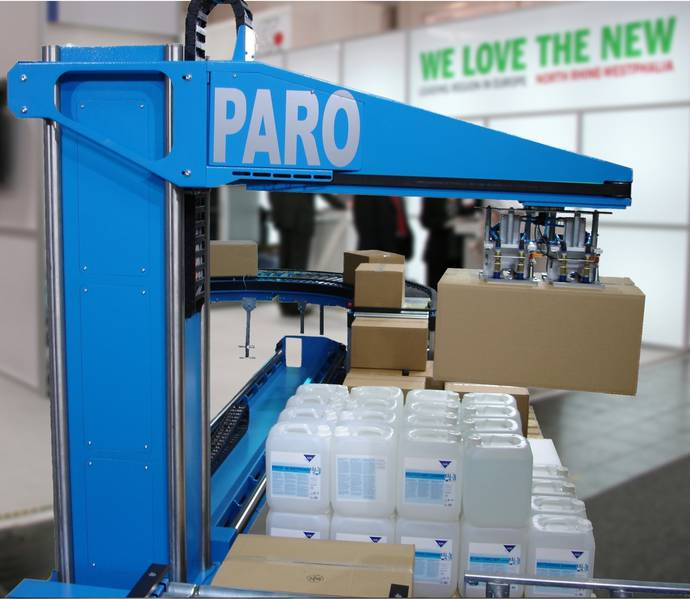
Palettierroboter-Modell PARO der Firma roTeg

Linearachsroboter werden für Packstückbewegungen oder Sortieraufgaben eingesetzt. Der Arbeitsraum ist durch diese Bauform idealerweise kubisch, daher ist die Anwendbarkeit auf Objekte nur bei freiem Zugriff von oben effizient. Systeme dieser Art bestehen in der Regel aus drei Bewegungsachsen zur Positionierung im Raum sowie einer Drehachse zur Werkzeugausrichtung bzw. Objektpositionierung. Der Arbeitsraum muss so gestaltet werden, dass keine Zugriffe von unterhalb erfolgen müssen, keine Drehung um 360° der Längsachse erfolgen muss und möglichst wenig abhängige Ausweichbewegungen erfolgen. Zudem nimmt die Zielgenauigkeit bauartbedingt ab, je höher die Maschine fährt. Die dann auftretenden Schwingungen sind zu berücksichtigen.

## Portalpalettierer
Der Portalpalettierer ist ein Portalroboter bestehend aus drei Linearachsen. Ein linearer Roboter kann vollständig durch den kubischen Raum fahren. Während ein Knickarmroboter sich stets um seine eigene Achse drehen muss, kann ein Portalroboter immer den direkten Weg fahren.
Als Portalroboter bezeichnet man aufgeständerte Roboteranlagen, die durch drei lineare Hauptachsen einen kubischen Greifraum aufspannen. Vollportale stehen hierbei auf vier Füßen, Halbportale stehen auf zwei Füßen. Die eigentliche Roboterkinematik bzw. die bewegten Achsen befinden sich oberhalb dieser Aufständerung.
Die Füße müssen bei diesem Typ Roboter sehr robust und massiv ausgeführt sein, damit die Dynamik der oben laufenden Achsen keine Schwingungen in den gesamten Aufbau einbringen kann. Portalroboter können auf Grund ihrer Bauweise einen recht großen Arbeitsraum abdecken. Ein weiterer Vorteil liegt in der ebenfalls recht hohen Traglast, da die zu tragenden Lasten über die oberen Portalachsen zweiseitig gut abgefangen werden können. Der Produktzulauf ist – wenn man von den Beinen einmal absieht – von allen Seiten und aus allen Richtungen möglich. Die Portalrobotertypen, die für Palettieraufgaben angeboten werden, weisen üblicherweise eine vierte Achse (Drehachse) auf, um die Packstücke auf der Palette ausrichten zu können.

## Endverpackungssysteme
Fertig verpackte Produkte, welche in Tüten oder Säcken verpackt sind, werden mit Hilfe eines Palettierers lagenweise auf eine Transportpalette geschichtet. Die hierfür erforderliche Technik ist sehr umfangreich, da der Arbeitsgang vollautomatisch ausgeführt wird. Dabei muss das Produkt dem Palettierer über Förderbänder oder Rollenbahnen zugeführt werden. Dieser dreht und wendet das Produkt prozessgesteuert, so dass die komplette Schichtung auf einer Palette aus unterschiedlich angeordneten Lagen besteht. Nach fertiger Palettierung wird die beladene Palette entweder gleich gelagert oder weiter verpackt. Danach folgt eine weitere Station in der Produktion: Die Produkte werden auf der Palette z. B. durch einen Folienwickler weiter verpackt und gesichert oder auch in einen großen Plastiksack verschweißt. Danach ist das Produkt fertig zum Transport.

## Magazinierungssysteme

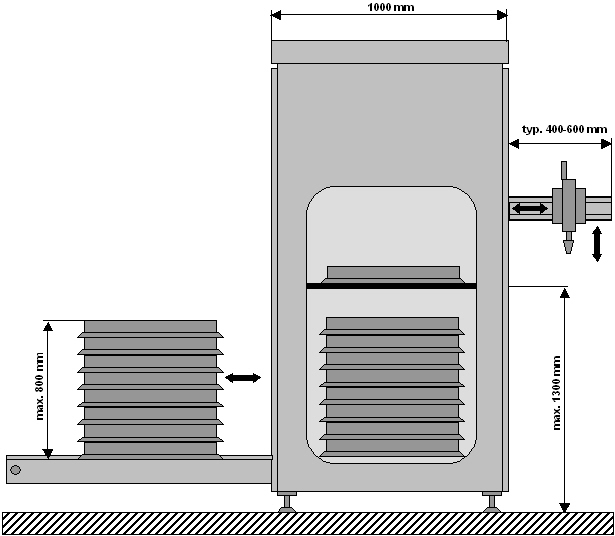
Palettier- oder Magaziniersystem in der Seitenansicht. Links werden die Ladungsträger aufgegeben.

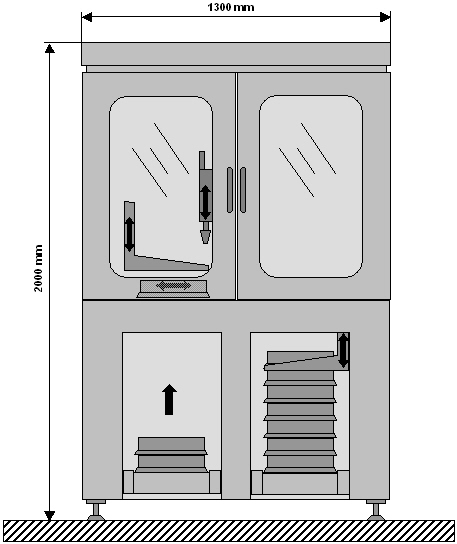
Palettier- oder Magaziniersystem in der Frontansicht

Neben der reinen Anwendung des Palettierers im Endverpackungsbereich, zum Palettieren von Umverpackungen, werden diese Maschinen auch noch zur Produkthandhabung an vollautomatischen Montage- oder Produktionslinien eingesetzt. Es ermöglicht ein Aufspannen und Ausrichten eines zu bearbeitenden Werkstückes außerhalb der Werkzeugmaschine. Damit wird diese teure Maschine vor unnötigem Stillstand bewahrt.
Die Palettierer werden mit Produkten bestückten (oder mit Produkten zu bestückenden) Werkstückträger (Tray) über einen Doppelgurtförderer von außen automatisch beladen. Hierbei werden mehrere Werkstückträger übereinander auf der Zuführstrecke abgestellt. Der Stapel läuft in den Palettierer ein und die Werkstückträger werden von einem Vereinzelungsgerät entnommen. Über eine horizontale Tischachse wird der Werkstückträger zur Übergabeposition verfahren und dort positioniert. Über eine weitere Handlingsachse findet an der Fixierstation die Befüllung oder die Entleerung der Werkstückträger statt. Je nach Vorgang, Palettieren oder Depalettieren, werden die Produkte von einem an der Handlingsachse befindlichen Greifsystem aus den Werkstückträgern entnommen und auf der Montagestrecke abgelegt, oder von der Produktionslinie aufgenommen und in den Werkstückträger abgelegt.
Das volle (leere) Tray wird nach dem Bearbeitungsvorgang von der Tischachse an eine dritte Position im Palettierer verfahren und dort aufgestapelt. Ist eine gewisse Anzahl von Trays vorhanden, wird der Stapel über den Doppelgurtförderer aus dem Palettierer gefahren und außerhalb der Maschine wieder bereitgestellt.
Das Einsatzgebiet dieser Art Palettierer ist eher im Magazinieren oder auch im Bevorraten von Werkstücken zu sehen. Häufig sind es Kleinteile, bzw. Einzelteile die einem Montageprozess zugeführt werden, oder aus einem Produktionsprozess (Spritzgießmaschinen) kommen. Es können aber auch für einen Füllprozess verwendete Dosen oder Flaschen vereinzelt und für die Füllung bereitgestellt werden.
Heutige Palettiersysteme erlauben eine Positioniergenauigkeit auf einer Werkzeugmaschine von unter einem Hundertstel Millimeter, und das innerhalb von wenigen Sekunden. Dies geschieht entweder von Hand oder automatisch durch einen Palettenwechsler. Durch die meistens rückseitige Aufspannung des Werkstückes auf die Palette wird eine 5-Seitenbearbeitung ermöglicht, die für eine rationelle Bearbeitung des Werkstückes ebenso unerlässlich ist. Mehrere nacheinander folgende Arbeitsschritte können auf verschiedensten, mit dem gleichen Palettiersystem ausgerüsteten Werkzeugmaschinen ausgeführt werden. Dabei sind auch Zwischenkontrollen auf Messmaschinen möglich.

## Palettierzelle
Eine Palettierzelle ist eine besonders kompakte, modular aufgebaute sowie standardisierte und dadurch kostengünstige Roboterzelle zur vollautomatischen Palettierung von Produkten. Die Zelle beinhaltet einen Palettierroboter samt Greifer, einen Palettierplatz, eine Zuführfördertechnik für die Produkte und gegebenenfalls auch eine Palettenfördertechnik für den vollautomatischen An- und Abtransport der Paletten. Weitere optionale Komponenten sind ein Palettenmagazin, Zwischenlagenmagazin oder Kameratechnik. Die gesamte Zelle ist aus Sicherheitsgründen von einem Schutzzaun umgeben. Die Greifertechnik wird an das jeweilige Produkt angepasst. Oft ist die Zelle mobil und kann bei Bedarf umgesetzt werden. Die Vorteile für den Kunden gegenüber einer Individuallösung sind die schnellere Planungsphase, kürzere Lieferzeit und geringere Kosten sowie der kompakte und mobile Aufbau.
Hersteller sind z. B. de Man Automation, AKON Robotics, Krüger Industrieautomation.